# San Pancrazio (Palazzolo sull'Oglio)
San Pancrazio (San Brencàt in dialetto bresciano) è l'unica frazione del comune di Palazzolo sull'Oglio dal maggio 1962 in provincia di Brescia, in Lombardia. 
Si ritiene che nel territorio ove oggi si sviluppa la frazione si trovasse un insediamento cenomane.